# Matt Cain
Matthew Thomas "Matt" Cain, född 1 oktober 1984 i Dothan i Alabama, är en amerikansk före detta professionell basebollspelare som spelade som pitcher för San Francisco Giants i Major League Baseball (MLB) mellan 2005 och 2017.
Han draftades av Giants i 2002 års MLB-draft.
Cain vann tre World Series.